# George Burns
George Burns, nome artístico de Nathan Birnbaum (20 de janeiro de 1896 - 9 de março de 1996), foi um ator. comediante e escritor estadunidense.

## Biografia
Com sua esposa Gracie Allen formou uma dupla que fez muito sucesso no cinema e na televisão durante 19 anos. Após a morte dela, continuou atuando no cinema, na televisão e no teatro.
Em 1976 ele ganhou o Oscar de melhor ator (coadjuvante/secundário) por sua atuação na comédia Uma Dupla Desajustada. Era famoso por seu sempre bom humor e o amor por cigarros e charutos.
Em julho de 1994, Burns caiu em sua banheira e teve de se submeter à cirurgia para remover o líquido que havia se acumulado no cérebro. Sua saúde começou a declinar em seguida. Todos as festividades para comemorar o seu centésimo aniversário foram canceladas. Em Dezembro de 1995, Burns estava bem o suficiente para assistir a uma festa de Natal organizada por Frank Sinatra, onde ele teria pego uma gripe, o que enfraqueceu ainda mais. Em 20 de janeiro de 1996, ele comemorou seu centésimo aniversário, mas já não estava bem.
Em 9 de março de 1996, apenas quarenta e nove dias depois de seu aniversário do marco centenário, Burns morreu em sua casa em Beverly Hills de uma parada cardíaca. Seu funeral foi realizado três dias depois, no Wee Kirk Heather em Forest Lawn Memorial Park Cemetery, Glendale. George Burns foi enterrado em seu melhor terno azul escuro, camisa azul claro e gravata vermelha, juntamente com três charutos no bolso, a sua peruca, o relógio que Gracie, que lhe deu, o seu anel, e no bolso, as chaves e sua carteira com 10 notas de cem dólares, um nota de cinco dólares e três notas de um dólar, totalizando US$ 1 008.

## Filmografia
- The Big Broadcast (Ondas Musicais) (1932)
- International House (1933)
- College Humor (Mocidade e Farra) (1933)
- Six of a Kind (1934)
- We're Not Dressing (Cupido ao Leme) (1934)
- Many Happy Returns (1934)
- Love in Bloom (1935)
- Here Comes Cookie (1935)
- The Big Broadcast of 1936 (Ondas Musicais de 1936) (1935)
- The Big Broadcast of 1937 (Ondas Sonoras de 1937) (1936)
- College Holiday (Alegria À Solta) (1936)
- A Damsel in Distress (Cativa e Cativante) (1937)
- College Swing (Jazz Academia) (1938)
- Honolulu (1939)
- The Solid Gold Cadillac (1956) (narrador)
- The Sunshine Boys (Uma Dupla Desajustada) (1975)
- Oh, God! (Alguém Lá Em Cima Gosta de Mim) (1977)
- Movie Movie (1978)
- Sgt. Pepper's Lonely Hearts Club Band (1978)
- Just You and Me, Kid (1979)
- Going in Style (Despedida em Grande Estilo) (1979)
- Oh, God! Book II (A Menina que Viu Deus) (1980)
- Oh, God! You Devil (O Céu Continua Esperando) ou (Oh, Deus! Que Diabo!) (1984)
- 18 Again! (De Volta aos 18)(1988)
- A Century of Cinema (1994) (documentário)
- Radioland Murders (Assassinatos na Rádio WBN) (1994)